# Megalastrum connexum
Megalastrum connexum är en träjonväxtart som först beskrevs av Georg Friedrich Kaulfuss, och fick sitt nu gällande namn av Alan Reid Smith och R. C. Moran. Megalastrum connexum ingår i släktet Megalastrum och familjen Dryopteridaceae. Utöver nominatformen finns också underarten M. c. lateadnatum.